# Guerre à la guerre
En philosophie politique et en relations internationales, notamment en irénologie, le concept de guerre à la guerre désigne la réification des conflits armés. 

## Origine
Si un ouvrage d'Edmond Potonié-Pierre de 1877 discute déjà la notion de réification des conflits sous le titre La Guerre à la guerre, dans son acception moderne, le terme est inventé en 1906 par William James dans son essai The Moral Equivalent of War [L'équivalent moral de la guerre]. Il a été utilisé par les mouvements pacifistes et antiguerre au XXe siècle, notamment dans sa version allemande de Kriege dem Kriege, d'après le pamphlet éponyme en deux volumes d'Ernst Friedrich de 1925, qui fut largement traduit dans toute l'Europe. Plus tôt, face à la Grande Guerre, le slogan de « guerre à la guerre » était employé par le mouvement ouvrier français.

## Évolution auXXesiècle

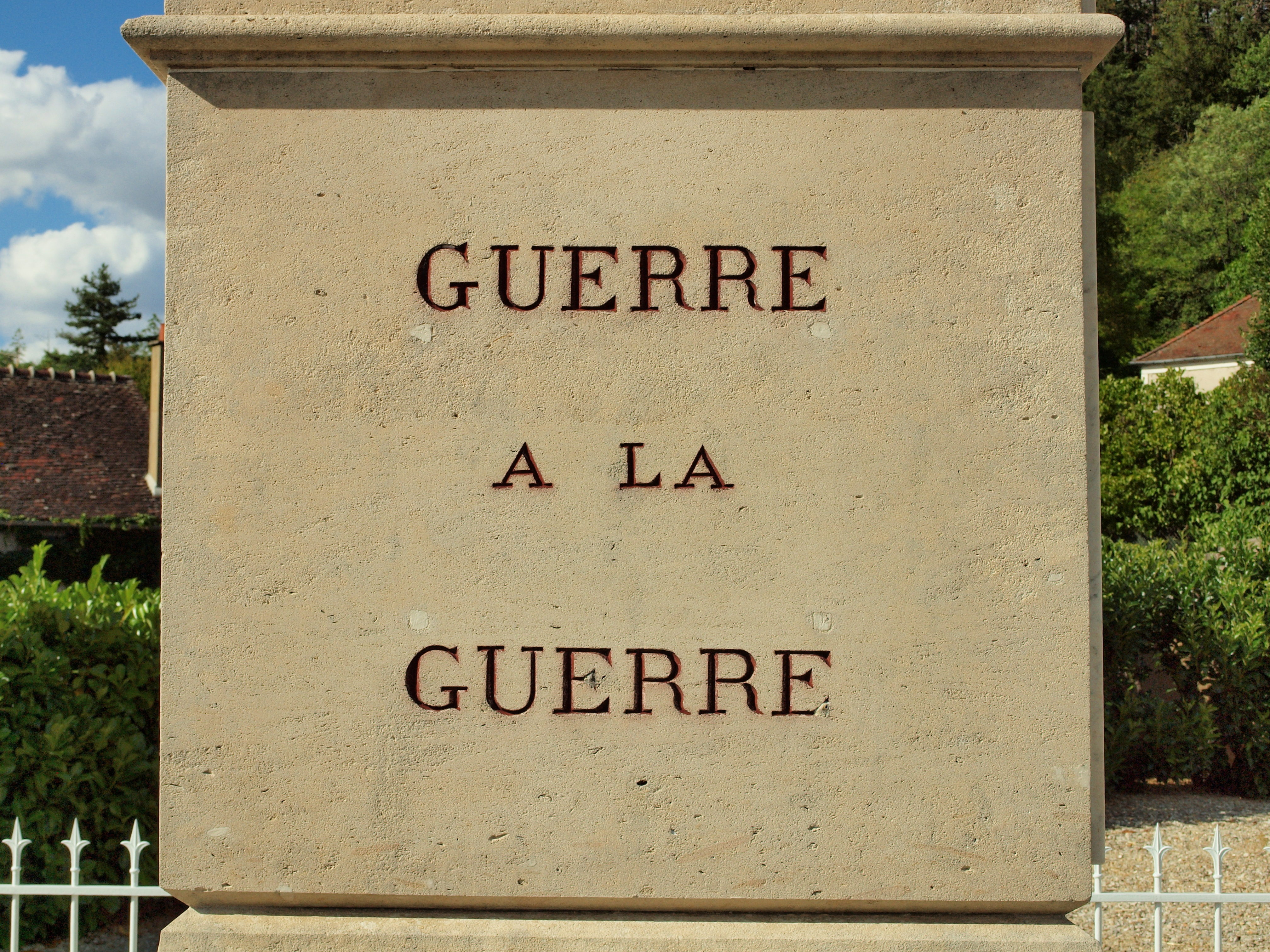
Sur le monument aux morts de Gy-l'Évêque : Guerre à la guerre.

Bien que le terme et le concept même (en tant que réification des conflits) de guerre à la guerre fasse l'objet d'une plaidoirie anti-militariste en 1916 et d'une campagne d'affichage de l'Association de la paix par le droit à Paris à la veille de la Grande Guerre, le concept sera également développé par l'Armée française, le général Alexandre Percin lui consacrant une étude complète qui envisage, pour la première fois, quelques-uns de ses points doctrinaires et opérationnels : « Guerre à la Guerre ». Parfois employé par certaines tendances de l'internationale socialiste, comme dans le discours de 1923 du syndicaliste Edo Fimmen au congrès international pour la paix de la Haye (1922), politiquement, le concept demeure neutre au XXe siècle, étant aussi bien revendiqué par la Démocratie chrétienne, que par Gérard Marier et Jean Godin, abordant la question du désarmement nucléaire, au lendemain de la crise des missiles de Cuba, du point de vue de la guerre à la guerre

### Jean Jaurès
Jean Jaurès utilisa le concept de « guerre à la guerre » dans ses plaidoyers pacifistes , ce qui influencera notamment Jean Guéhenno

## Discussion contemporaine

### Unesco

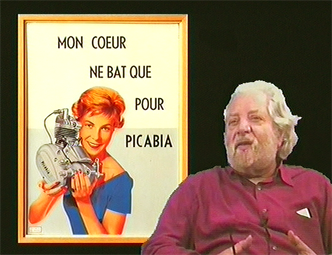
Jean-Jacques Lebel en 2008.

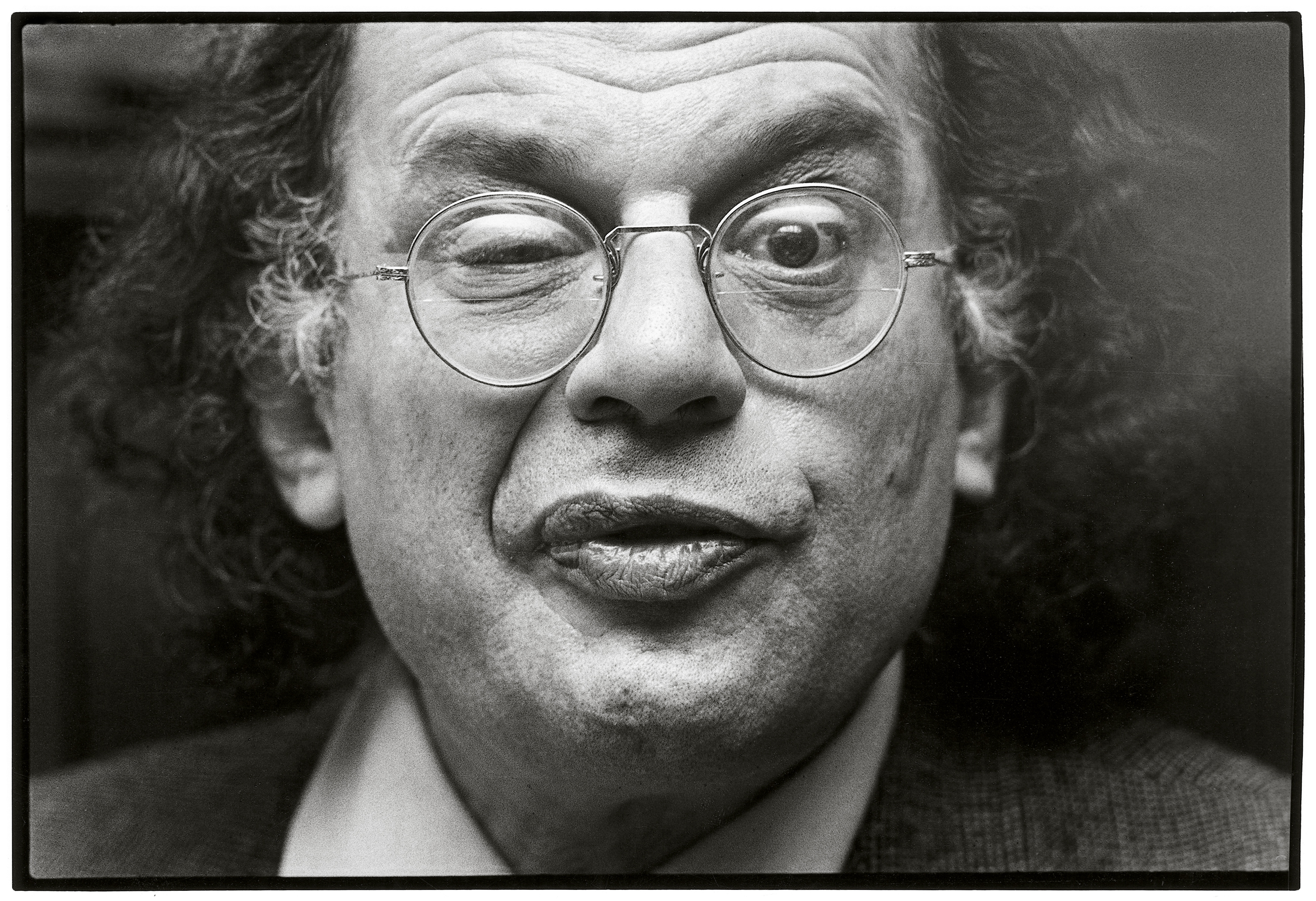
Allen Ginsberg, 1979

L'UNESCO, dont la constitution déclare que « les guerres prenant naissance dans l’esprit des hommes, c’est dans l’esprit des hommes que doivent être élevées les défenses de la paix », décrivant ainsi une conception avant tout mémétique de la guerre, a constitué en 1982 une communication collective de poésie intitulé War on war; poets of the world at Unesco à laquelle participent notamment Jean-Jacques Lebel et Allen Ginsberg.
La question « comment faire la guerre à la guerre » s'y trouve clairement posée au Symposium international sur les Questions de Sécurité Globale de 1996.

### Lectures supplémentaires
- (en) John Gittings, The Glorious Art of Peace, Oxford University Press, 2012
- (en) Frederick Joseph Libby, War on War: campaign textbook", The National council for reduction of armaments, 1922
- (en) R. Craig Nation, War on war: Lenin, the Zimmerwald Left, and the origins of communist internationalism, Duke University Press, 1989
- (en) Isaac Lewin, War on War, Shengold Publishers, 1969